# Irina Chazova
Irina Viktorovna Chazova nata Artëmova (in russo Ирина Викторовна Хазова (Артёмова)?; Sarov, 20 marzo 1984) è un'ex fondista russa.

## Biografia
In Coppa del Mondo ha esordito il 28 novembre 2003 a Kuusamo (41ª), ha ottenuto il primo podio il 29 novembre 2009 nella medesima località (2ª) e la prima vittoria il 12 dicembre successivo a Davos.
In carriera ha preso parte a due edizioni dei Giochi olimpici invernali, Vancouver 2010 (20ª nella 10 km, 13ª nell'inseguimento, 3ª nella sprint a squadre, 7ª nella staffetta) e Soči 2014 (29ª nella 30 km, 50ª nella sprint, 26ª nello skiathlon), e a una dei Campionati mondiali, Sapporo 2007 (24ª nell'inseguimento).
Il 31 maggio 2007 è stata squalificata per due anni dalla FIS poiché risultata positiva, a un test antidoping, alla furosemide (un diuretico); è tornata alle gare il 14 novembre 2009 e si è ritirata nel 2015.

## Palmarès

### Olimpiadi
- 1 medaglia:
  - 1 bronzo (sprint a squadre a Vancouver 2010)

### Mondiali juniores
- 5 medaglie:
  - 4 ori (staffetta a Sollefteå 2003, 5 km, 15 km, staffetta a Stryn 2004)
  - 1 bronzo (15 km a Sollefteå 2003)

### Coppa del Mondo
- Miglior piazzamento in classifica generale: 13ª nel 2010
- 4 podi (3 individuali, 1 a squadre):
  - 1 vittoria (individuale)
  - 1 secondo posto (individuale)
  - 2 terzi posti (1 individuale, 1 a squadre)

#### Coppa del Mondo - vittorie
| Data             | Località | Nazione  | Spec.    |
| ---------------- | -------- | -------- | -------- |
| 12 dicembre 2009 | Davos    | Svizzera | 10 km TL |

Legenda:

TL = tecnica libera